# Brożec (gromada w powiecie krapkowickim)
Brożec – dawna gromada, czyli najmniejsza jednostka podziału terytorialnego Polskiej Rzeczypospolitej Ludowej w latach 1954–1972.
Gromady, z gromadzkimi radami narodowymi (GRN) jako organami władzy najniższego stopnia na wsi, funkcjonowały od reformy reorganizującej administrację wiejską przeprowadzonej jesienią 1954 do momentu ich zniesienia z dniem 1 stycznia 1973, tym samym wypierając organizację gminną w latach 1954–1972.
Gromadę Brożec z siedzibą GRN w Brożcu utworzono – jako jedną z 8759 gromad na obszarze Polski – w powiecie prudnickim w woj. opolskim, na mocy uchwały nr VII/28/54 WRN w Opolu z dnia 4 października 1954. W skład jednostki weszły obszary dotychczasowych gromad Brożec, Grocholub i Kromołów ze zniesionej gminy Walce w tymże powiecie. Dla gromady ustalono 19 członków gromadzkiej rady narodowej.
1 stycznia 1956 gromada weszła w skład nowo utworzonego powiatu krapkowickiego w tymże województwie.
Gromadę zniesiono 31 grudnia 1961, a jej obszar włączono do gromad: Żużela (wsie Brożec i Kromołów) i Walce (wieś Grocholub) w tymże powiecie.